# David Van Tieghem
David Van Tieghem (* 21. dubna 1955 Washington, D.C.) je americký zpěvák, bubeník, perkusionista, skladatel a producent. Studoval například na Manhattan School of Music. Řadu let spolupracoval s umělkyní Laurie Anderson. V roce 1993 přispěl skladbou „Living Room Music“ na album A Chance Operation: The John Cage Tribute. Během své kariéry spolupracoval s mnoha dalšími hudebníky, mezi něž patří například Chris Spedding, John Cale a Arto Lindsay. Rovněž vydal několik sólových alb. Roku 1986 vydal na singlu experimentální coververzi písně „In-A-Gadda-Da-Vida“ od americké skupiny Iron Butterfly.

## Sólová diskografie
- These Things Happen (1984)
- Safety in Numbers (1987)
- Strange Cargo (1989)
- Thrown for a Loop (2009)
- Fits & Starts (2013)